# Jordan Ott
Jordan Ott (McConnellsburg, Pensilvania, 20 de mayo de 1985) es un entrenador de baloncesto estadounidense. Se graduó de la Universidad Estatal de Pensilvania con una licenciatura en gestión deportiva, a la vez que completaba un entrenamiento naval con el Cuerpo de Marines de los Estados Unidos Tras regresar del servicio, regresó a la universidad y se graduó de la Universidad Estatal de Míchigan con un máster en administración deportiva. Desde junio de 2025 es el entrenador principal de los Phoenix Suns de la NBA.

## Trayectoria como entrenador

### Atlanta Hawks (2013-2015)
Comenzó su carrera como entrenador de la NBA como coordinador de video con los Atlanta Hawks en 2013, bajo la dirección del entrenador en jefe Mike Budenholzer.

### Brooklyn Nets (2016-2021)
En 2016 fue contratado como entrenador asistente de los Brooklyn Nets y trabajó con dicho equipo hasta 2022 bajo la dirección de los entrenadores principales Kenny Atkinson, Jacque Vaughn y Steve Nash.

### Los Angeles Lakers (2022-2023)
En 2022 dejó los Nets para convertirse en entrenador asistente de Los Angeles Lakers bajo la dirección del entrenador Darvin Ham.

### Cleveland Cavaliers (2024–2025)
Fue contratado por los Cleveland Cavaliers en 2024 como entrenador asistente bajo la dirección de Kenny Atkinson, con el que ya había trabajado en Brooklyn. Tras el récord de 64-18 de los Cavaliers en la temporada 2024-25, comenzó a despertar interés para el puesto de entrenador principal. El 2 de junio de 2025, ESPN informó que Ott era finalista para la vacante de entrenador de los Phoenix Suns, junto con el entrenador asociado de los Cavs, Johnnie Bryant.

### Phoenix Suns (2025-presente)
Finalmente, el 5 de junio de 2025 firmó contrato como entrenador principal de los Phoenix Suns, tras decantarse por él el propietario de la franquicia, Mat Ishbia.